# Burg Arnesvelde
Die Burg Arnesvelde (auch Arx Arnsburga) war eine mittelalterliche Grafenburg. Ihre Reste liegen bei Ahrensburg, nordöstlich von Hamburg im Natur- und Grabungsschutzgebiet Stellmoor–Ahrensburger Tunneltal. Der Name der Burg leitet sich vom benachbarten Dorf Ahrensfelde ab.
Archäologische Ausgrabungen wurden bisher nicht durchgeführt, weshalb viele Informationen mit Unsicherheiten behaftet sind.
Gut zu erreichen ist der heutige Burghügel von der P+R-Anlage Ahrensburg West der gleichnamigen U-Bahn-Station. Man überquert von dort aus mittels der Fußgängerbrücke die Fernbahngleise der Bahnstrecke Lübeck–Hamburg und folgt dem Moorwanderweg mit seiner in Deutschland einzigartigen 320 Meter langen, hölzernen Schwimmbrücke. Diese endet dann direkt am Fuß des Burghügels.

## Geschichte
Anders als zuvor angenommen befand sich auf dem Gelände nie eine Fluchtburg aus der Zeit der Wendenkriege im 10. Jahrhundert. Gebaut wurde die Burg Arnesvelde wahrscheinlich in der zweiten Hälfte des 11. Jahrhunderts, um den Nordosten Stormarns durch einen Vogt zu verwalten und den Fernweg zwischen Hamburg und Lübeck zu sichern. Bauherr war wohl Graf Heinrich I. von Hamburg, der vermutlich von 1059 bis 1098 regierte. Später wechselte die Burg in den Besitz der Grafen von Holstein-Schaumburg.
Der Name Arnesvelde wird erstmals in einer Urkunde im Jahre 1195 erwähnt. Zu diesem Zeitpunkt verschenkte Graf Adolf III. von Holstein das Dorf Arnesvelde an das Hamburger Domkapitel. Da 1202 der Dänenkönig Waldemar II. das Land eroberte, wurde die Schenkung jedoch nie vollzogen. Graf Adolf IV., weitere Fürsten sowie die Hansestädte Hamburg und Lübeck schlugen 1227 Waldemar bei Bornhöved und beendeten die dänische Besetzung.
1295 ist die Burg Sitz eines Sohnes Heinrichs I., Grafen von Holstein und Schauenburg, "Nicolaus de Arnesvelde". Erbansprüche führten Anfang des 14. Jahrhunderts zu Auseinandersetzungen, aus denen Graf Johann III. aus Plöner Linie als Sieger hervorging und sich auf der Burg Arnesvelde niederließ.
Um 1300 befand sich der Einzugsbereich der Burg auf einem Höhepunkt. Er dürfte zu diesem Zeitpunkt die Kirchspiele Alt Rahlstedt, Bargteheide, Kirchsteinbek, Sülfeld und Trittau, also etwa 100 Dörfer, beinhaltet haben. 1306 verbündeten sich Lübeck und Hamburg zur Zerstörung der Burg, die allerdings nicht durchgeführt wurde.
1327 tauschte der Schauenburgische Graf Johann III. seine Herrschaftsgebiete mit dem Zisterzienser-Kloster Reinfeld und verlegte den Sitz seines Vogtes auf die neugebaute Burg Trittau. Infolgedessen wurde die Burg Arnesvelde wohl aufgegeben.
1567 kaufte der dänische König Friedrich II. die Burg und das dazugehörige Gut und übereignete sie zwei Jahre später seinem Feldherren Daniel Rantzau wegen hervorragender Kriegshilfe gegen Schweden. Dieser starb jedoch nur zwei Jahre später.
Ab etwa 1575 ließ sein Bruder und Erbe Peter Rantzau mehrere Kilometer entfernt das 1595 fertiggestellte Herrenhaus Schloss Ahrensburg errichten, der Erzählung nach aus den Steinen der Burg Arnesvelde. Zumindest berief er sich mit dem Namen seines Gutes Ahrensburg auf die Burgruine im Forst Hagen, deren Reste wohl spätestens zu diesem Zeitpunkt abgerissen wurden.

## Aufbau

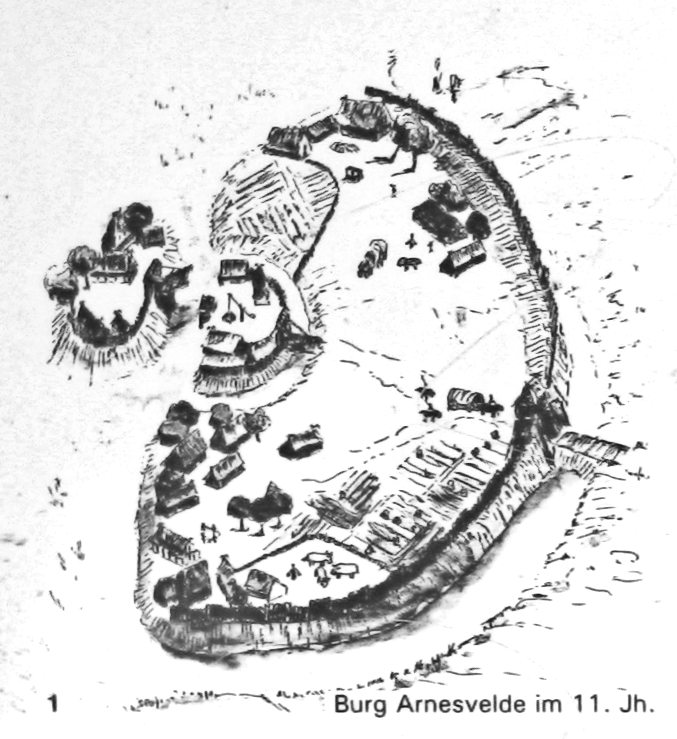
Burg Arnesvelde im 11. Jahrhundert, Versuch einer Rekonstruktion

Die Burg Arnesvelde ist eine mehrteilige Anlage auf einer Landzunge im Forst Hagen auf der Ostseite des Hopfenbachtals. Sie wurde am Rand des heute verlandeten Ahrensfelder Teiches erbaut, wobei der ovale Burghügel mit der Hauptburg wie eine Insel angelegt war. An der Westseite gab es eine Rampe in Richtung Ahrensfelder Teich deren genaue Funktion unbekannt ist. Mit dem Ufer wurde die Hauptburg wohl durch eine Brücke verbunden.
Auf der Uferseite wurde um den Burghügel herum ein äußerer Wall mit Graben errichtet. Der Bereich zwischen äußerem Wall und Hauptburg war wahrscheinlich unbebaut und diente wohl militärischen Zwecken. Im äußeren Wall, der vermutlich mit einer Palisade befestigt war, gab es ein Tor an der Ostseite.
Erst später wurde östlich der Hauptburg eine Vorburg bzw. ein innerer Wall mit 80 Metern Durchmesser sowie nördlich des Burghügels ein weiterer Hügel, auf dem sich wohl eine Turmhügelburg (Motte) befand, errichtet. Die Vorburg besaß ebenfalls ein Tor an der Ostseite und war wohl mit einer Palisade befestigt. Findlinge dürften nur vereinzelt eingesetzt worden sein, die Verwendung von Ziegeln in der Burg Arnesvelde ist durch Oberflächenfunde belegt, kann aber mangels fehlender Grabungen nicht eingeordnet werden. Für Befestigungen in der Region sind Ziegel zudem erst für das Jahr 1160 im Danewerk belegt. Zu (späteren) oberirdischen Bauten wie z. B. Wirtschaftsgebäuden sind keine belastbaren Angaben möglich. Heute sind noch die Erdwälle der 6 ha großen Anlage zu erkennen.

## Trivia
Das Wappen der Stadt Ahrensburg gibt die Burg Arnesvelde im oberen Wappenfeld wieder.